# 人間の安全保障
人間の安全保障（にんげんのあんぜんほしょう、英語: Human Security）とは、個々の人間の安寧を保障すべきであるという安全保障の考え方である。伝統的な「国家の安全保障」の概念と相互依存・相互補完の関係にある。

## 定義
緒方貞子とアマルティア・センが共同議長を務める人間の安全保障委員会は、人間の安全保障を次のように定義する。
| 「 | 人間の生にとってかけがえのない中枢部分を守り、すべての人の自由と可能性を実現すること | 」 |
|    |                                                                                      |    |

| 「 | To protect the vital core of all human lives in ways that enhance human freedoms and human fulfillment. | 」 |
|    | |    |

ただしこの表現は多様な解釈の余地を残すものであるため、政府機関・研究機関・報道機関などはそれぞれ独自の説明や解説を試みている。
この過程で、国際開発の根源的目標である「欠乏からの自由」、「恐怖からの自由」に、「尊厳ある人間生活」を加えた三つが、人間の安全保障の主要三要素であるとの認識が確立していった。
前述の人間の安全保障委員会による報告以降、国際連合は段階的に人間の安全保障についての合意形成を進め、2012年には定義についての総会決議を採択するに至った。

## 概要
人間の安全保障は、安全保障の課題として環境破壊、人権侵害、難民、貧困などの人間の生存、生活、尊厳を脅かすあらゆる種類の脅威を包括的に捉え、これらに対する取り組みを強化しようとする概念である。1993年に国連開発計画（UNDP）が『人間開発報告』にて、国土の安全（「国家の安全保障」）ではなく人々の安寧のための安全保障の必要性に言及し、1994年の年次報告にて人間の安全保障の概念が記述された。

### 歴史的経緯
この人間の安全保障という言葉が必要とされるようになった背景として、特に冷戦終結後多発する地域紛争の際、国家が国民の安全を確保する機能を失った状況の下で国際社会がどのように現地の人々の安全を保障するべきかという課題に迫られていることが挙げられる。
冷戦崩壊までの現代史は東西問題に象徴されていた。この時代の最優先事項は、戦争の予防あるいは抑止、および発生した際には最小限化を図ることであり、国家間の安全保障が伝統的であった。それに対し、ポスト冷戦以後、新たなテロとの戦いや、東西問題に対して南北問題（経済格差や貧困をめぐる世界のいびつな政治経済上の構造を問題視する）の重要性が急浮上してきた。
したがって国際開発は、従来のような社会をマクロ的に捉える視点から、個々人の生活や厚生の増大、尊厳ある生き方を目指す視点へと推移していると言える。人間の安全保障とは、その問題意識を表す語である。
当初は紛争地域や後発発展途上国における極限的生存条件からの救済を訴えるものであったが、その後、先進国をも含めた都市環境問題、エネルギー・食糧供給問題などもこの文脈上で考えられるようになっている。

### 「人間の安全保障」と「保護する責任」
「人間の安全保障」は形成途上の概念であるが、国際社会で着実に合意形成が進められている。
この概念の下、人道的危機に対して武力を投入する人道的介入が想定されうるものか否かというのが論点の一つであったが、2012年の国連総会において人間の安全保障においては武力行使は想定されないという見解で一致をみた(人道的介入は「保護する責任」の概念の下に位置づけられる)。

## 外交政策としての人間の安全保障
カナダや日本などが外交政策の柱の一つとして人間の安全保障を掲げているが、各国の事情によりその提供形態が異なる。

### カナダの場合
米軍のアフガニスタンのターリバーン勢力の掃討作戦への協力など、国連の枠組みに限らない国際協力の形で武力の提供を実践しているカナダは、同国の考えに賛同するノルウェーとともに「人間の安全保障ネットワーク（Human Security Network）」を立ち上げ、オンラインでの情報共有など、独自の国際協力活動を展開していた。
このネットワークに参加する14カ国は次のとおり：
アイルランド、オーストリア、オランダ、カナダ、ギリシャ、コスタリカ、スイス、スロベニア、タイ、チリ、ノルウェー、マリ、ヨルダン、南アフリカ（オブザーバー）
これらの国々は「恐怖からの自由」に重点を置き、前述の人道的介入をも辞さないとするアプローチであり、2005年、「保護する責任」として人間の安全保障から区別されることとなった。

### 日本の場合
日本は、人道的介入も辞さないとするカナダやノルウェーが推進する「人間の安全保障ネットワーク」には関わらず、「欠乏からの自由」を重視するアプローチで人間の安全保障の実現を試みてきた。
その一環として、小渕内閣が1998年に独自に提唱し2000年に立ち上げた5億円規模の国連の「人間の安全保障基金」の創設がある。日本はその後もコソボ紛争や東ティモールの難民救済・復興支援などに66億円を拠出。2007年までに170件以上の案件について計画を実施し、拠出された金額は累計で約335億円にのぼる。またそれ以外にも、人間の安全保障委員会への支援、人間の安全保障関連のシンポジウムの開催、「人間の安全保障フレンズ」の立ち上げ等、さまざまな取り組みを行っている。
近年の重点的な政策としては、アフリカ開発会議 (TICAD) の開催がある。
前述のようにカナダ型のアプローチが「保護する責任」として区別された現在、日本が人間の安全保障の主流を担っている。

## 人間の安全保障の研究
人間の安全保障という概念が打ち出されてから、その研究が進みつつある。また近年、国際公務員としての奉職希望者が増加し、その結果、日本では以下の大学で研究や教育が行われている。
- 慶應義塾大学大学院政策・メディア研究科
  - 21世紀COEプログラム「日本・アジアにおける総合政策学先導拠点 ―ヒューマンセキュリティの基盤的研究を通して」
  - 「ヒューマンセキュリティとコミュニケーション」プログラム（2003-2007年度）
- 東京大学大学院総合文化研究科
  - 「人間の安全保障」プログラム（2004年設置）[13]
- 関西学院大学国際学部、大学院総合政策研究科、大学院国連・外交コース、学部国連・外交プログラム
  - 外務省提携外交講座（2013年～）等
- 京都大学
  - グローバルCOEプログラム アジア・メガシティの人間安全保障工学拠点（2008年設置）[14]
- 京都産業大学法学部法政策学科
  - 人間の安全保障プログラム（2009年設置、現在は設置されていない）[15]
- 筑波大学
  - 「人間の安全保障／ヒューマンセキュリティ」講座（2010年設置）[16]
- 上智大学
  - 人間の安全保障研究所[17]